# Mandragoră
Mandragora (Mandragora officinarum) este o specie de plante erbacee, perenă, vivace, din zona mediteraneeană. Mandragora officinarum aparține familiei Solanaceae, alături de Atropa belladonna (mătrăgună).

## Etimologie
Termenul „mandragoră” provine în limba română din slavonul manŭdragora, latinul mandragoras și totodată din grecul μανδραγόρας (mandragoras). Acești trei termeni denumesc aceeași plantă în aceste limbi diferite. Etimologia cuvântului grec este obscură. Cu certitudine, grecul „mandragoras” provine de la numele  mătrăgunei (în arameică asiriană nam. tar. ira, morfologic „drogul (rău) de Namta”, Namta fiind un demon pestilențial provocator de maladii). Printre altele, originea vine din sanscritul mandros care însemnă „somn” și agora  care însemnă „substanță”.

## Descriere

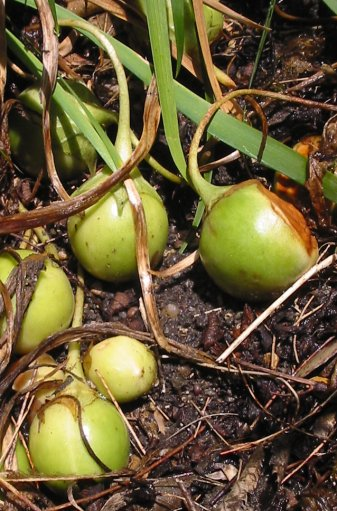
Fructe de Mandragora officinarum

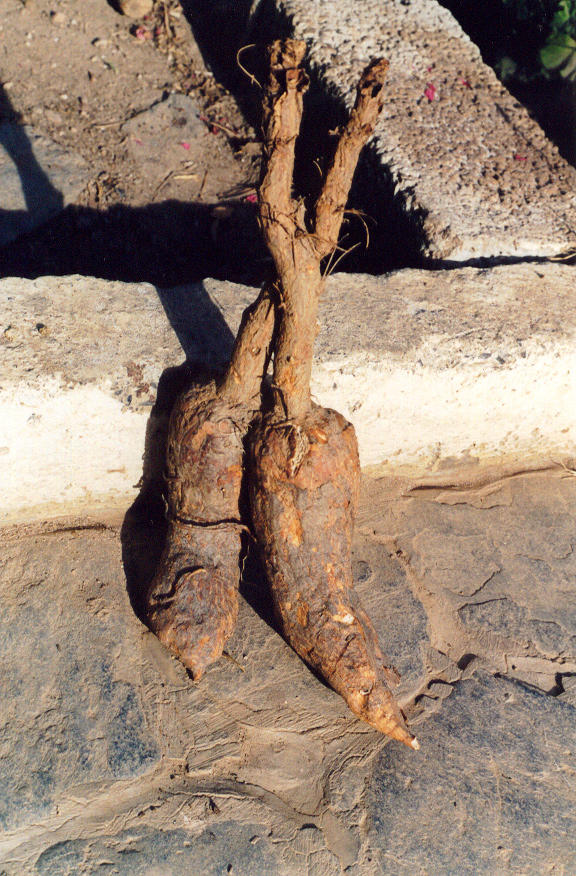
Rădăcini gemene de Mandragoră

Mandragorele mediteraneene prezintă un contrast foarte important între tufă și rădăcina care este în formă de păstârnac, ramificată ca degetele unei mâini. Această plantă are în afara solului o prelungire a rădăcinii înaltă de circa treizeci de centimetri, cu un miros foarte puternic, încrețită, crestată complet de frunze de la 5 până la 50 centimetri lungime, asemănătoare oarecum cu frunzele tutunului. Este o erbacee perenă, cu rădăcini groase din care se extrage un suc tonic folosit în medicină.

## În Biblie
Există două referiri la această plantă în scripturile ebraice (în limba ebraică דודאים (dûdã'im) înseamnă „planta dragostei”, "merele iubirii" (Ioan Alexandru). Un număr de traduceri în diferite limbi folosesc exemplul latinei vulgare și folosesc mandragora ca plantă cu un înțeles propriu în Cartea Facerii și în Cântarea lui Solomon. Altele urmează exemplul Bibliei Luterane și oferă o traducere mult mai literală.